# Wiercenia okrętne
Wiercenia okrętne – małośrednicowe płytkie wiercenia, wykonywane ręcznie.
Stosowane głównie w geologii inżynierskiej i hydrogeologii. Urządzenie wiertnicze składa się z trójnoga z podwieszonym na szczycie wielokrążkiem. Do przekazywania ruchu obrotowego na przewód wiertniczy służy klucz wiertniczy, zapinany na przewodzie.